# Pterogymnus laniarius
Pterogymnus laniarius (Панга) — вид окунеподібних риб родини Спарові (Sparidae). Це морський, субтропічний, бентопелагічний вид, що мешкає на глибині до 150 м. Зустрічається біля берегів Південної Африки. Тіло завдовжки до 45 см.